# Balmenhorn
De Balmenhorn is een rotstopje in de graat tussen Ludwigshöhe en Piramide Vincent, dat met een hoogte van 4167 m uit de gletsjer omhoogsteekt. De rots ligt aan de zuidzijde van het Monte Rosamassief in de Penninische Alpen, op de grens van de Italiaanse regio's Valle d'Aosta en Piëmont. Volgens de richtlijnen van de UIAA geldt de Balmenhorn als een "minder belangrijke vierduizender", omdat de rots te weinig kenmerken van een zelfstandige berg(top) heeft.
Andrea Pedretti, Giovanni Mariotti en hun gidsen Welf, Zaccaria en Vicaire waren op 6 augustus 1875 de eerste beklimmers van de Balmenhorn. Sinds 4 september 1955 staat het door de Italiaanse kunstenaar Alfredo Bai ontworpen bronzen standbeeld "Christo delle Vette" op de rots. In 1985 werd net onder de top, aan de westzijde, het bivakhutje Felice Giordano geplaatst.
Vanwege de status van topje boven 4000 meter en de relatief eenvoudige toegankelijkheid is de Balmenhorn een rots die veel klimmers "meenemen" tijdens een tocht in het Monte Rosa Massief. De Balmenhorn is in ongeveer 2 1/2 uur te bereiken vanuit de Capanna Giovanni Gnifetti (3647 m) over de Garstelet-gletsjer.

## Berghutten
- Capanna Giovanni Gnifetti (3647 m)
- Monte Rosahütte (2795 m)